# Кортоређо (Арецо)
Кортоређо је насеље у Италији у округу Арецо, региону Тоскана.
Према процени из 2011. у насељу је живело 63 становника. Насеље се налази на надморској висини од 314 м.